# Un alma sentenciada
«Un alma sentenciada» es una canción interpretada por la cantante mexicana Thalía. El tema es el segundo sencillo de su décimo álbum de estudio titulado El sexto sentido. La balada fue escrita por Estéfano y Julio Reyes y producida por Estéfano. Las remezclas de la canción fueron hechas por Hex Hector (como HQ2), Dennis Nieves, Jean Smith, y Javier Garza. "Un alma sentenciada" es una de las canciones que demuestra su alta capacidad vocal. La versión remezclada por Hex Hector alcanzó la posición # 37 del "Billboard Dance / Club Play Songs".

## Videoclip
Dirigido por Jeb Brien y un disparo en New Jersey. El video musical de "Un alma sentenciada" cuenta la historia de una mujer ermitaño que vive en una ciudad perdida. Ella vive sola, y por lo tanto se siente sorprendida cuando se encuentra un zapato extraño en el suelo. Entonces, ella comienza a buscar al intruso, y se encuentra a un pobre hombre herido. Ella lo lleva a su casa, cuida de él, y lava los pies. Por último, se duerme a su lado, y ella tiene un sueño en el que el pobre es Jesús, que pone una pequeña roca en la mano. Cuando se despierta, el hombre no está a su lado, pero la roca de su sueño está en su mano. Luego, se da cuenta de que el sueño no era un sueño. El video fue lanzado mundialmente el 26 de septiembre de 2005 oficialmente por la TV Revista "Primer Impacto".

## Lista de canciones
5 mexicana "CD single
1. «Un alma sentenciada» [Álbum Versión] - 3:41

EE.UU. Remixes 5 "CD single
1. «Un Alma Sentenciada» [HQ2 Club] - 7:42
2. «Un Alma Sentenciada» [HQ2 Dub] - 5:13
3. «Un Alma Sentenciad»a [HQ2 Radio] - 3:36
4. «Un Alma Sentenciada» [Reggaeton Mix] - 4:16
5. «Un Alma Sentenciada» [Reggaeton Mix] (feat. Chavito) - 3:49
6. «Un Alma Sentenciada» [Salsa Version] - 4:41
7. «Un Alma Sentenciada» [Grupero Version] - 2:55
8. «Un Alma Sentenciada» [Ranchera Version] - 3:49
9. «Un Alma Sentenciada» [Álbum Versión] - 3:41

## Posiciones
| Listas (2005/2006)                       | Posición |
| ---------------------------------------- | -------- |
| U.S. Billboard Hot Latin Tracks          | 13       |
| U.S. Billboard Latin Pop Airplay         | 11       |
| U.S. Billboard Latin Tropical Airplay    | 6        |
| U.S. Billboard Hot Dance Music/Club Play | 37       |

- Datos: Q567880